# BMW M1 Hommage Concept

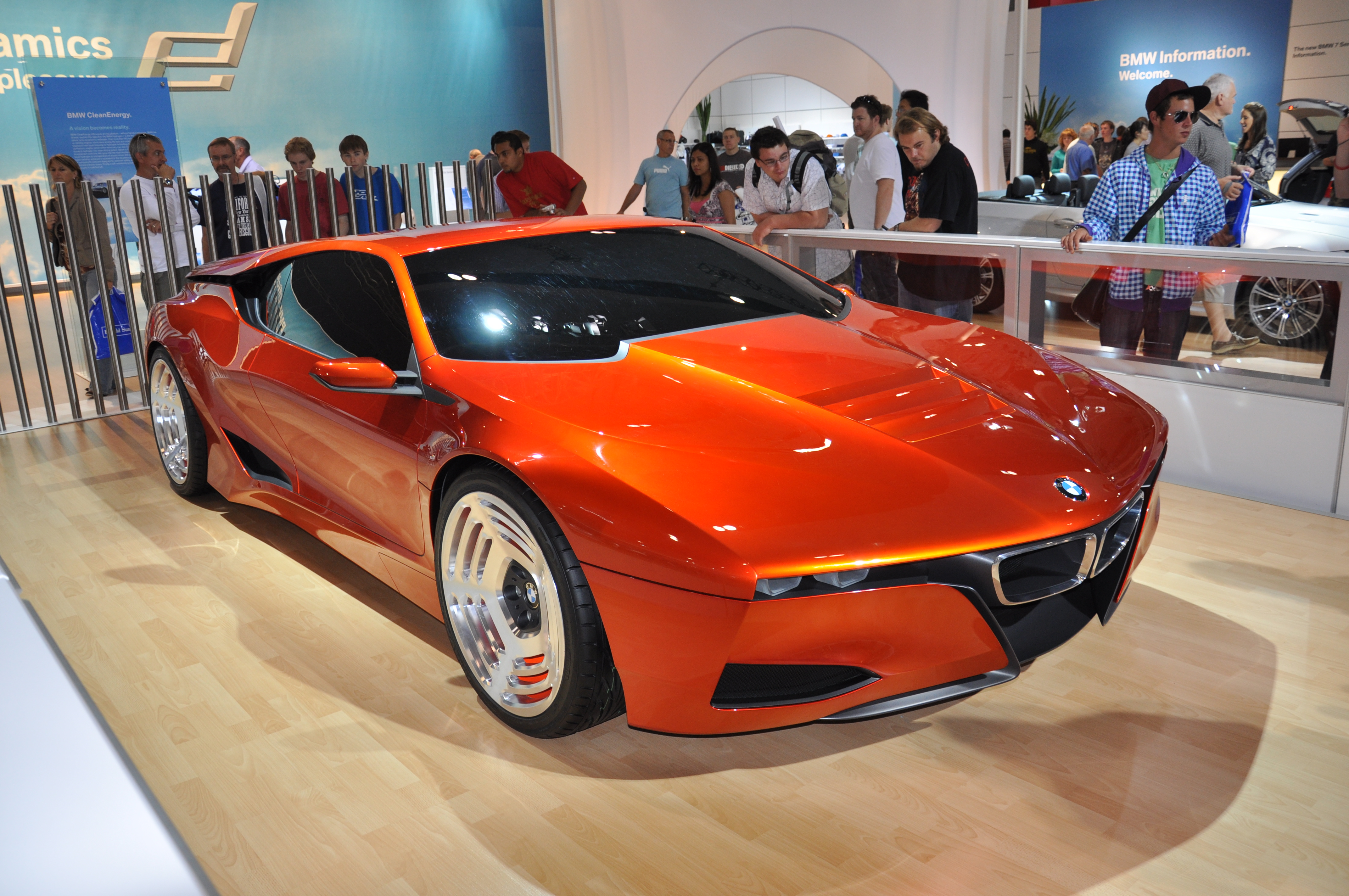
BMW M1 Hommage Concept

De BMW M1 Hommage Concept werd exact 30 jaar na de originele BMW M1 onthuld tijdens het Concours d'Elegance in het Italiaanse Villa d'Este en is visueel gebaseerd op het origineel. Sommige elementen van deze auto lijken in de BMW i8 teruggekomen.
Het Concours d'Elegance is een evenement waarbij exclusieve klassiekers en moderne conceptcars samen getoond worden. De M1 Hommage die daar getoond werd, droeg overduidelijk een paar opvallende kenmerken van zijn voorganger, zoals de opvallende voorkant en achterkant, en de wegklapbare koplampen.
Eind 2008 werd bekend dat de M1 Hommage net als de BMW Concept CS niet in productie zal gaan. Reden hiervoor is dat BMW door de tegenvallende automarkt het programma niet meer wil uitbreiden met grote dure auto's.